# Menier Chocolate Factory
La Menier Chocolate Factory è un teatro di 180 posti situato nell'Off-West End di Londra.
L'edificio era una ex-fabbrica della Menier Chocolate Company, riadattato per diventare un teatro con tanto di bar, ristorante e sale prove nel 2004. In essa sono andati in scena musical, one man shows ed opere di prosa, sia nuove che riproposte. Numerose delle produzioni debuttate alla Menier Chocolate Factory sono state successivamente trasferite con successo nel West End londinese e a Broadway, tra cui Sunday in the Park With George, La Cage Aux Folles e A Little Night Music.

## Produzioni
- 2005: Murderer; This Other England; Tick, Tick... Boom!; What we did to Weinstein
- 2006: Sunday in the Park with George; Breakfast with Jonny Wilkinson; The Last Five Years; Jeremy Lion For Your Entertainment; Little Shop of Horros
- 2007:Total Eclipse; Take Flight; Dealer's Choice
- 2008: La Cage aux Folles; Maria Friedman Re-Arranged; The Common Pursuit; They're Playing Our Song; The White Devil
- 2009: A Little Night Music; Rookery Nook; Forbidden Broadway; Talent
- 2010: Sweet Charity; Hannah Waddingham Live; The Willy Russell Season; Aspects of Love; A Number
- 2011: The Invisible Man; Ruby Wax: Losing It; Smash!; Road Show; Terrible Advice
- 2012: Pippin; Abigail's Party; Torch Song Trilogy; Without You; Charley's Aunt
- 2013: Merrily We Roll Along; Proof; Travels With My Aunt; The Color Purple; The Lyons
- 2014: Candide; Two Into One; Fame: Not The Musical; Life of the Party; Forbidden Broadway; Fully Committed
- 2015: Assassins; Buyer & Cellar; Communicating Doors; What's It All About; Funny Girl
- 2016: The Truth; My Family: Not The Sitcom; Into the Woods; I mostri sacri; She Loves Me
- 2017: Love in Idleness; Lettice and Lovage; The Secret Diary of Adrian Mole, Aged 13¾; The Lie; Barnum
- 2018: Kiss of the Spider Woman; The Grönholm Method; Spamilton; Pack of Lies; Fiddler on the Roof
- 2019: The Bay at Nice; La discesa di Orfeo; The Bridges of Madison County; The Watsons; The Boy Friend
- 2020: Indecent
- 2021: Indecent; Brian & Roger - A Highly Offensive Play; Habeas Corpus.